# Smithia erubescens
Smithia erubescens là một loài thực vật có hoa trong họ Đậu. Loài này được (E.Mey.) Baker f. miêu tả khoa học đầu tiên.